# Stigmatogaster subterranea
Stigmatogaster subterranea (Syn. Haplophilus subterraneus) ist eine in Europa verbreitete Art der zu den Hundertfüßern gehörenden Erdläufer. Die heimischen Arten der Erdläufer sind lange, gelbliche, bodenbewohnende Hundertfüßer. Die bekannteste heimische Art von ihnen ist der Gemeine Erdläufer.

## Merkmale
Die Körperlänge beträgt bis zu 70 mm. Der Körper ist lang und schmal mit 77–83 Beinpaaren. An einem Körpersegment befindet sich jeweils ein Beinpaar. Die Farbe des Körpers ist gelblich bis orangefarben, der Kopf ist dabei dunkler als der Rest des Körpers, der zum caudalen Ende hin blasser wird.

## Verbreitung und Lebensraum
Das Verbreitungsgebiet der Art liegt in Europa. Nachweise der Art gibt es vor allem aus West- und Mitteleuropa, nämlich von den Pyrenäen über die meisten Regionen Frankreichs bis nach Großbritannien und Irland im Nordwesten. Dabei ist die Art in Großbritannien vor allem im Süden verbreitet und fehlt im Norden. Östlich davon ist die Art aus Belgien, den Niederlanden, Luxemburg, Deutschland, der Schweiz, Österreich, Tschechien, Polen, dem Osten Dänemarks und dem Süden Schwedens bekannt. In Dänemark und Schweden ist die Art aber nur synanthrop aus Komposthaufen bekannt. Eingeschleppt wurde die Art zudem auf Neufundland.
Die Art ist vor allem aus der Bodenstreu bekannt, lebt aber auch unter Steinen.

## Lebensweise
Die Art kann das ganze Jahr über gefunden werden und lebt räuberisch von kleinen Wirbellosen.

## Taxonomie
Die Art wurde 1789 von George Shaw unter dem Namen Scolopendra subterranea erstbeschrieben. Weitere Synonyme der Art lauten Haplophilus subterraneus (Shaw, 1789), Stigmatogaster humuli Newport, 1845, Himantarium gervaisii Plateau, 1872, Stigmatogaster gervaisii Plateau, 1872, Stigmatogaster podopenes Attems, 1908, Haplophilus complanatus Chalande & Ribaut, 1909 und Haplophilus elongatus Chalande & Ribaut, 1909.